# صمت الأبرياء (مسلسل)
صمت الأبرياء مسلسل اجتماعي جزائري من إنتاج التلفزيون الجزائري، وإخراج عمار تريباش. يعرض حاليا في شهر رمضان 2017 على التلفزيون الجزائري، الجزائرية الثالثة وكنال ألجيري.

## القصة
تدور أحداث المسلسل حول الصراعات العائلية التي تؤدي إلى مشاكل وصعوبات يعيشها البطلين حنان وعمر. وهذا في إطار درامي مشوق مكون من 30 حلقة.

## الممثلون
- سارة لعلامة
- جمال عوّان
- محمد عجايمي]
- خديجة مزيني

## المواسم
| البلد   | الموسم | عدد الحلقات | اللغة        | القناة             | البث الأصلي  | البث الأصلي   |
| البلد   | الموسم | عدد الحلقات | اللغة        | القناة             | أول عرض      | اخر عرض       |
| ------- | ------ | ----------- | ------------ | ------------------ | ------------ | ------------- |
| الجزائر | 1      | 30          | لهجة جزائرية | التلفزيون الجزائري | 27 مايو 2017 | 25 يونيو 2017 |
| الجزائر | 1      | 30          | لهجة جزائرية | الجزائرية الثالثة  | 27 مايو 2017 | 25 يونيو 2017 |
| الجزائر | 1      | 30          | لهجة جزائرية | كنال ألجيري        | 27 مايو 2017 | 25 يونيو 2017 |